# زعفران طويل الزهرة
زعفران طويل الزهرة هو نوع من النباتات المزهرة في جنس الزعفران من الفصيلة السوسنية توجد في جنوب غرب إيطاليا صِقِلِّيَّة ومالِطة.
تطول نحو ١٠ سم وهو نبات معمر جعثني. وتنتج أزهارًا أرجوانية أو أرجوانية شاحبة في الخريف جنبًا إلى جنب مع أوراق سيفية.
حصل هذا النبات على جائزة الاستحقاق للحدائق من الجمعية الملكية البستانية.